# Hicetas (filósofo)
Hicetas (en griego antiguo: Ικέτας) fue un astrónomo y filósofo griego pitagórico del siglo IV a. C., nativo de Siracusa. Según el filólogo August Boeckh, Ecfanto fue su discípulo.

## Doctrina
Como su compañero Ecfanto y el académico Heráclides Póntico, creía en el movimiento diario causado por la rotación del planeta Tierra sobre su eje. Fue el inventor de la hipótesis pitagórica de la antitierra, según Teofrasto. En su Academica, Cicerón escribe según Teofrasto que es Hicetas quien descubrió el movimiento de rotación de la Tierra sobre su eje: «la Tierra gira y pivota sobre su eje a muy alta velocidad». Sostiene que la bóveda celeste es fija, y que solo la Tierra está en movimiento y gira alrededor de su eje; este movimiento explica según él la ilusión del movimiento de todos los astros. Se le ocurrió mantener que la Tierra se movía por el círculo oblicuo del zodiaco girando alrededor de su eje. 